# Влагалищное зеркало

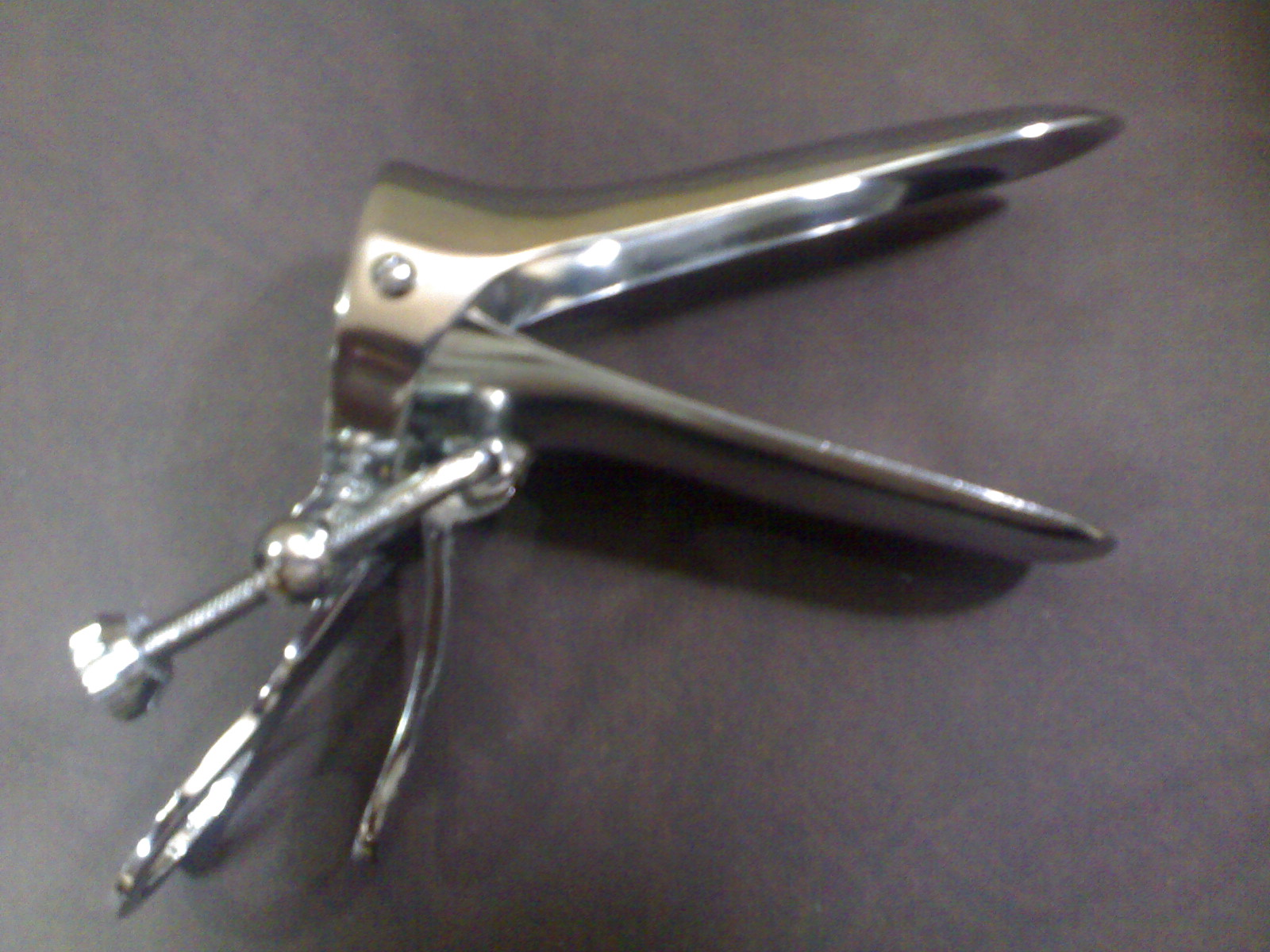
Двустворчатое зеркало Куско

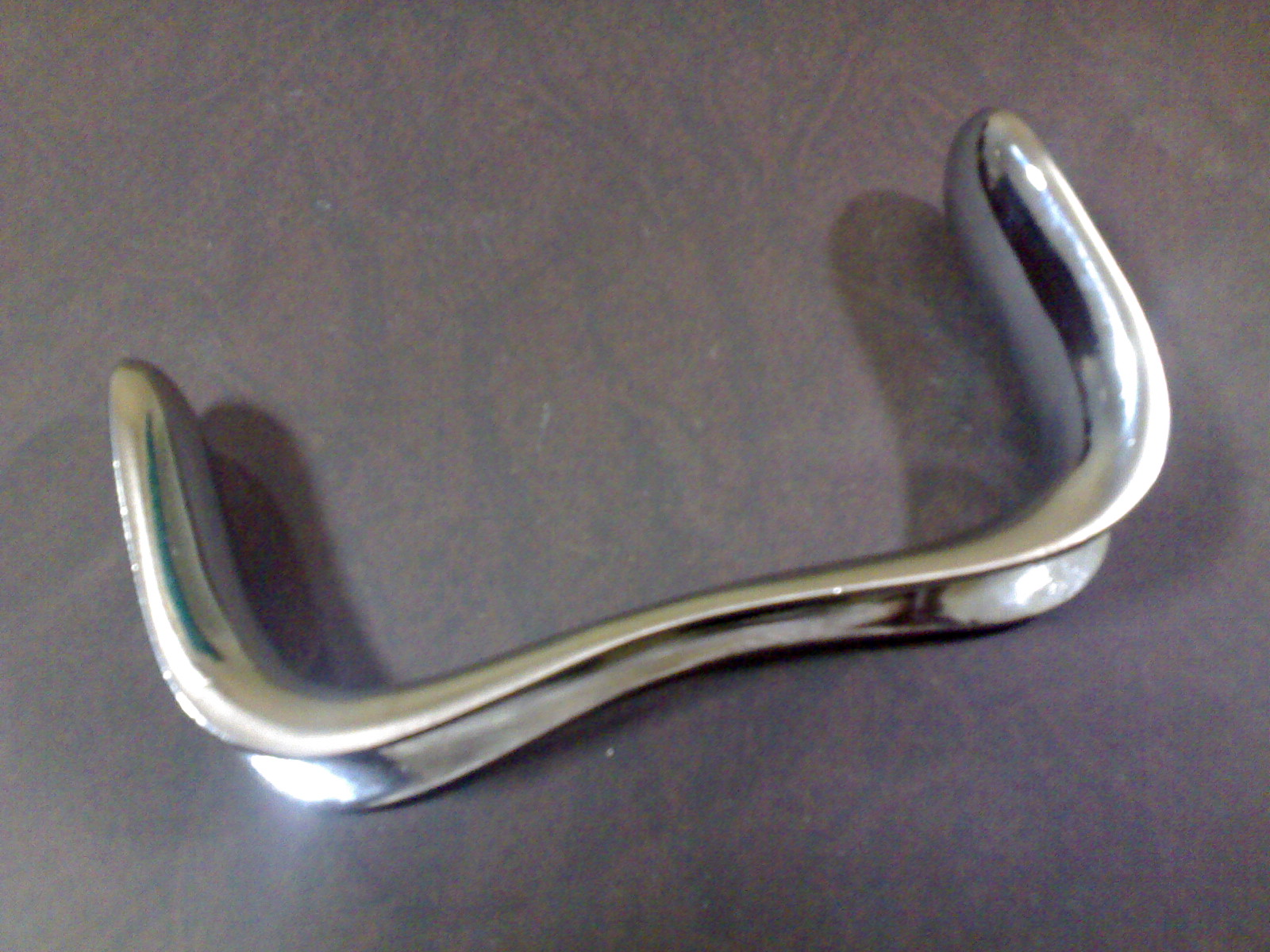
Ложкообразное влагалищное зеркало Симса

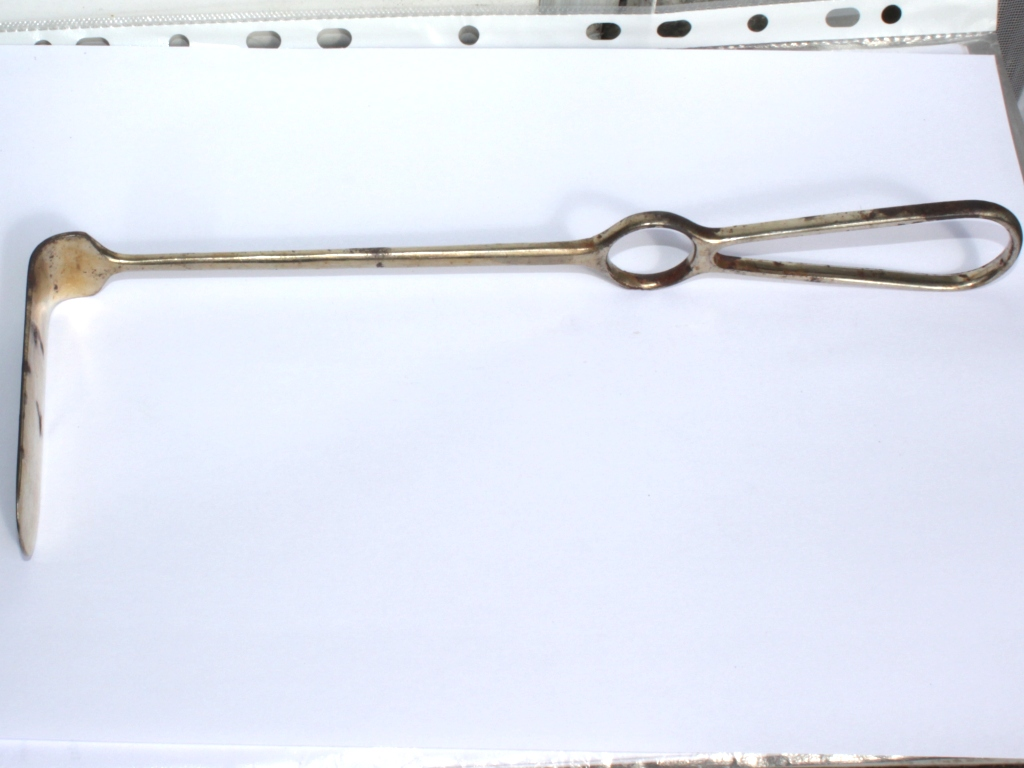
Зеркало-подъёмник

Влага́лищное зе́ркало — медицинский инструмент, предназначенный для осмотра влагалищной части шейки матки и стенок влагалища. Форма и диаметр влагалищного зеркала подбираются в зависимости от ёмкости влагалища и размеров таза.
В гинекологии наиболее часто используются ложкообразное влагалищное зеркало Симса, плоские зеркала Дуайена, двустворчатое зеркало Куско, желобоватые зеркала Симона и влагалищное зеркало-подъёмник Отта. Зеркало Симса применяется для оттягивания задней стенки влагалища совместно с вводом в переднюю часть подъёмника. Зеркало Отта отличается наличием плоской пластинки (подъёмника) и ложкообразной части (диаметром от № 1 до № 4) для фиксации к жёлобу в ручке с помощью винта. Створки зеркала Куско после введения их во влагалище могут фиксироваться в определённом положении специальной распоркой, что избавляет от необходимости использования подъёмника. Зеркала Куско существуют в трёх видах, различаясь шириной створок. Зеркала Дуайена (пяти видов, также различающихся по ширине) используют при необходимости широкого раскрытия влагалища (например, при проведении операции гистерэктомии, краниотомии или влагалищном кесаревом сечении). В младшем возрасте используются специальные детские зеркала, а при необходимости более тщательного обследования — желобоватые зеркала со съёмными осветителями.
Раньше оно было с зеркалом, поэтому так и называется.
Обследование с помощью зеркал производится для определения состояния шейки матки (формы и величины: коническая, цилиндрическая; различные патологические состояния: опухоли, эрозии, эктопии, разрывы, эктропион и другое; форму наружного зева) и стенок влагалища (цвет слизистой оболочки, складчатость, разрастания, изъязвления, анатомические изменения).